# 존 에밀 리스트
존 에밀 리스트(영어: John Emil List, 1925년 9월 17일 ~ 2008년 3월 21일)는 오랫동안 잡히지 않은 미국의 연속살인범이다. 웨스트필드의 도깨비라는 별명도 붙었다. 1971년 9월 9일, 리스트는 뉴저지주 웨스트필드 읍 힐사이드 대로 431번지 자택에서 아내, 모친, 세 자녀를 총으로 쏴 죽이고 잠적했다. 워낙 세심하게 범죄를 계획했기 때문에 리스트가 살인을 저지르고 잠적한 지 거의 한달이 되도록 아무도 이상한 점을 눈치채지 못했다. 리스트는 18년간 도망생활을 하면서 신분을 세탁하고 재혼까지 했다. 이후 1989년 6월 1일 텔레비전 공개 수배 프로그램에 올라오면서 체포된다. 1990년 리스트는 1급 살인 혐의에 대해 유죄를 선고받고 뉴저지 주립교도소에서 종신형을 살다가 2008년 죽었다.
리스트는 공포영화 시리즈 《계부》의 모델이 되기도 했다.